# Klasik Frýdek-Místek
Klasik Frýdek-Místek je frýdecko-místecký baseballový a bývalý softballový sportovní klub. V současné době hrají muži Českomoravskou baseballovou ligu (2010 - současnost), (změna názvu na 1. LIGA od roku 2016), v roce 2011 skončili v semifinále, když prohráli v play off 2:3 na zápasy s Olympií Blansko (pozdější vítěz)  . Největší úspěch klub dosáhl v roce 2019, kdy vyhrál základní část 1. ligy a v playoff to dotáhl do finále, kde porazil 3:2 na zápasy Blesk Jablonec. Klub je registrován jako občanské sdružení.

## Mládež
Klasik se může pyšnit svými odchovanci, kteří byli nebo jsou základními kameny extraligových týmů a členy reprezentačních výběrů České republiky.  

## Hřiště
Klasik vůbec jako jediný z baseballových týmů ČR hrál dlouhých 22 let na nevyhovujícím škvárovém hřišti v blízkosti TJ Slezan Frýdek-Místek. Z tohoto důvodu museli muži hrát své zápasy v Ostravě, kde si pronajímali hřiště Arrows Ostrava, aby tak splnili podmínky dané soutěže. Zastupitelé města Frýdek-Místek proto schválili dne 3.12. 2012 plán výstavby nové baseballového areálu na ulici 28. října v lokalitě bývalé kotelny u sídliště Riviéra. Město podpořilo tento projekt 25 miliony Kč.  Výstavba hřiště začala v roce 2014.  Baseballový areál se dočkal svého prvního zápasu dne 22.8. 2015 v semifinále playoff ČML proti Třebíč Nuclears, domácí Klasik zvítězil 6:5 a mohl se tak radovat z vítězství před více než 400 diváky.  

## Týmy a soutěže
- muži - 1. liga
- mladší kadeti - Severomoravský oblastní přebor ml. kadetů
- žáci - Severomoravský oblastní přebor žáků
- ml.žáci - Severomoravský oblastní přebor ml. žáků
- U9 - soutěž se hraje systémem turnajů hráčů do 9 let

## Umístění v 1. LIZE (dříve ČML)
V roce 2010 Klasik postoupil do 1. ligy
| Rok  | Umístění    |
| 2022 | 5. místo    |
| 2021 | 5. místo    |
| 2020 | 3. místo    |
| 2019 | 1. místo    |
| 2018 | 3.-4. místo |
| 2017 | 4. místo    |
| ---- | ----------- |
| 2016 | 5. místo    |
| 2015 | 4. místo    |
| 2014 | 6. místo    |
| 2013 | 10. místo   |
| 2012 | 3. místo    |
| 2011 | 4. místo    |
| 2010 | 10. místo   |

## Úspěchy
- Vítěz základní části 1. ligy 2019 a vítěz playoff 1. ligy 2019
- Semifinalista v Českomoravské lize mužů: 2011, 2015
- 3. místo na MČR v kategorii žáci: 2006
- 3. místo na MČR v kategorii mladší kadeti: 2005
- Vítěz Moravskoslezské ligy žen: 2004 [8]

## Nejužitečnější hráči za rok 2024
- Michal Baker #42 - .933 FA[9]
- Jindřich Adamus #7 - .929 FA
- Gutierrez Dareese #99 - .953 FA